# Morten Green
Morten Green (født d. 19. marts 1981) er en dansk tidligere ishockeyspiller der senest spillede for Rungsted Ishockey i den bedste danske række Metal Ligaen. Hans foretrukne position på isen var venstre wing.
Morten Green er kendt som en teknisk stærk spiller der laver mange point. Green var således Leksands topscorer i sæsonen 2006-07.
Green fik sin ishockeyopdragelse i Rungsted men skiftede allerede som 18-årig til svensk ishockey. Her har han spillet for flere forskellige klubber i både Eliteserien og HockeyAllsvenskan. 
Morten Green har deltaget ved VM i ishockey for Danmark hele 19 gange, første gang i 1999.

## Klubber
Rungsted IK

Leksands IF

IF Troja/Ljungby

MODO Hockey

Örnsköldsviks SK

IF Sundsvall Hockey

Rögle BK

Malmö Redhawks

Hannover Scorpions

Schwenninger Wild Wings

Rungsted Ishockey